# Clessy
Clessy település Franciaországban, Saône-et-Loire megyében. Lakosainak száma 276 fő (2022. január 1.). Clessy Gueugnon, Chassy, Rigny-sur-Arroux és Saint-Vincent-Bragny községekkel határos.

## Népesség
A település népességének változása:
| Lakosok száma | 254  | 243  | 244  | 251  | 264  | 276  | 275  | 275  | 276  |
|               | 2013 | 2015 | 2016 | 2017 | 2018 | 2019 | 2020 | 2021 | 2022 |